# Мауђери
Мауђери је насеље у Италији у округу Катанија, региону Сицилија.
Према процени из 2011. у насељу је живело 2285 становника. Насеље се налази на надморској висини од 348 м.